# Matteo Stefanini
Matteo Stefanini (Pisa, 29 de abril de 1984) es un deportista italiano que compitió en remo.
Ganó una medalla de plata en el Campeonato Mundial de Remo de 2010 y una medalla de bronce en el Campeonato Europeo de Remo de 2013.
Participó en tres Juegos Olímpicos de Verano, entre los años 2004 y 2016, ocupando el séptimo lugar en Río de Janeiro 2016, en la prueba de ocho con timonel.

## Palmarés internacional
| Campeonato Mundial | Campeonato Mundial        | Campeonato Mundial | Campeonato Mundial |
| Año                | Lugar                     | Medalla            | Prueba             |
| ------------------ | ------------------------- | ------------------ | ------------------ |
| 2010               | Cambridge (Nueva Zelanda) | Medalla de plata   | Cuatro scull       |
| Campeonato Europeo |                           |                    |                    |
| Año                | Lugar                     | Medalla            | Prueba             |
| 2013               | Sevilla (España)          | Medalla de bronce  | Cuatro scull       |